# Plaça d’Espanya

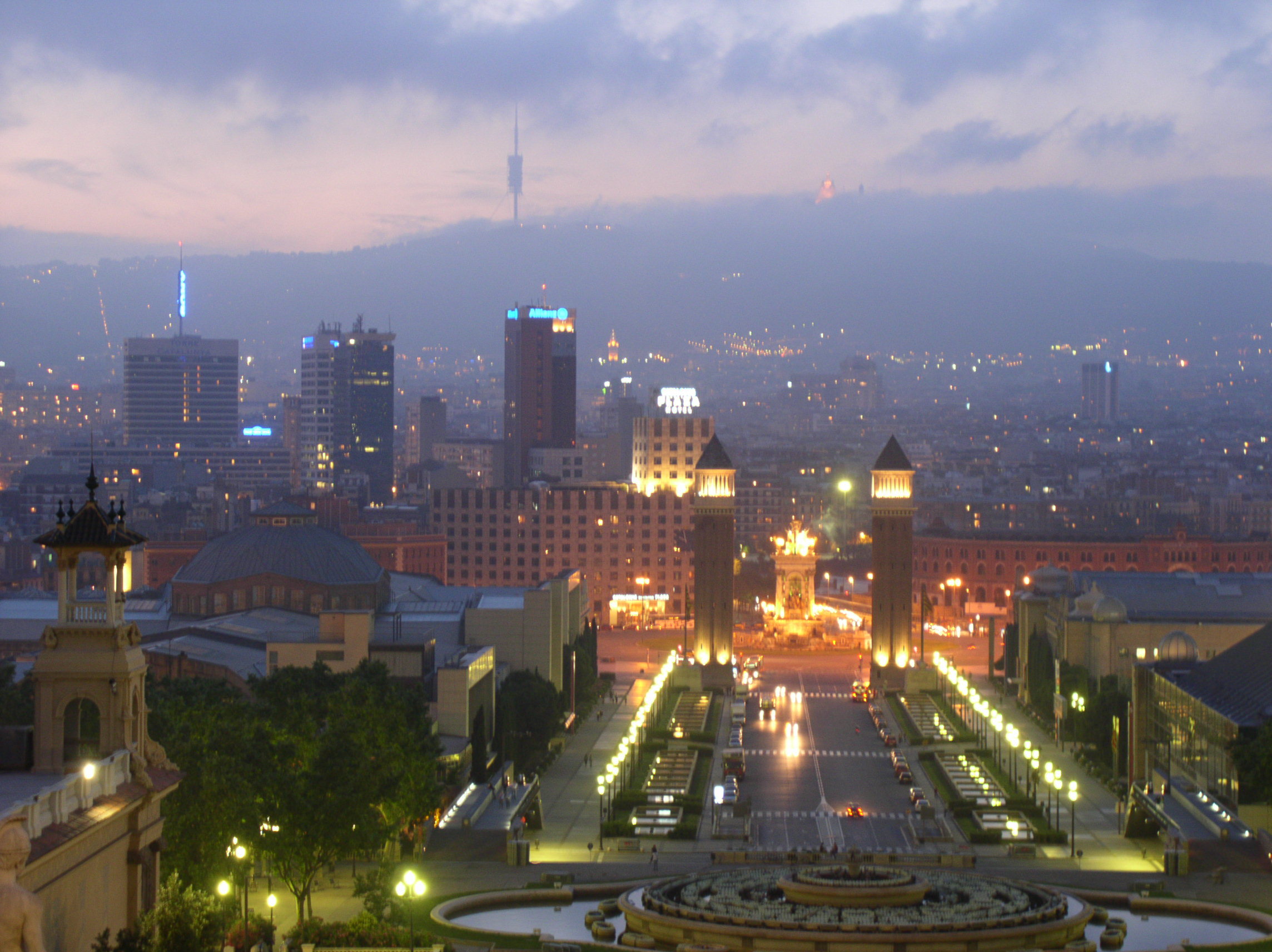
Plac nocą

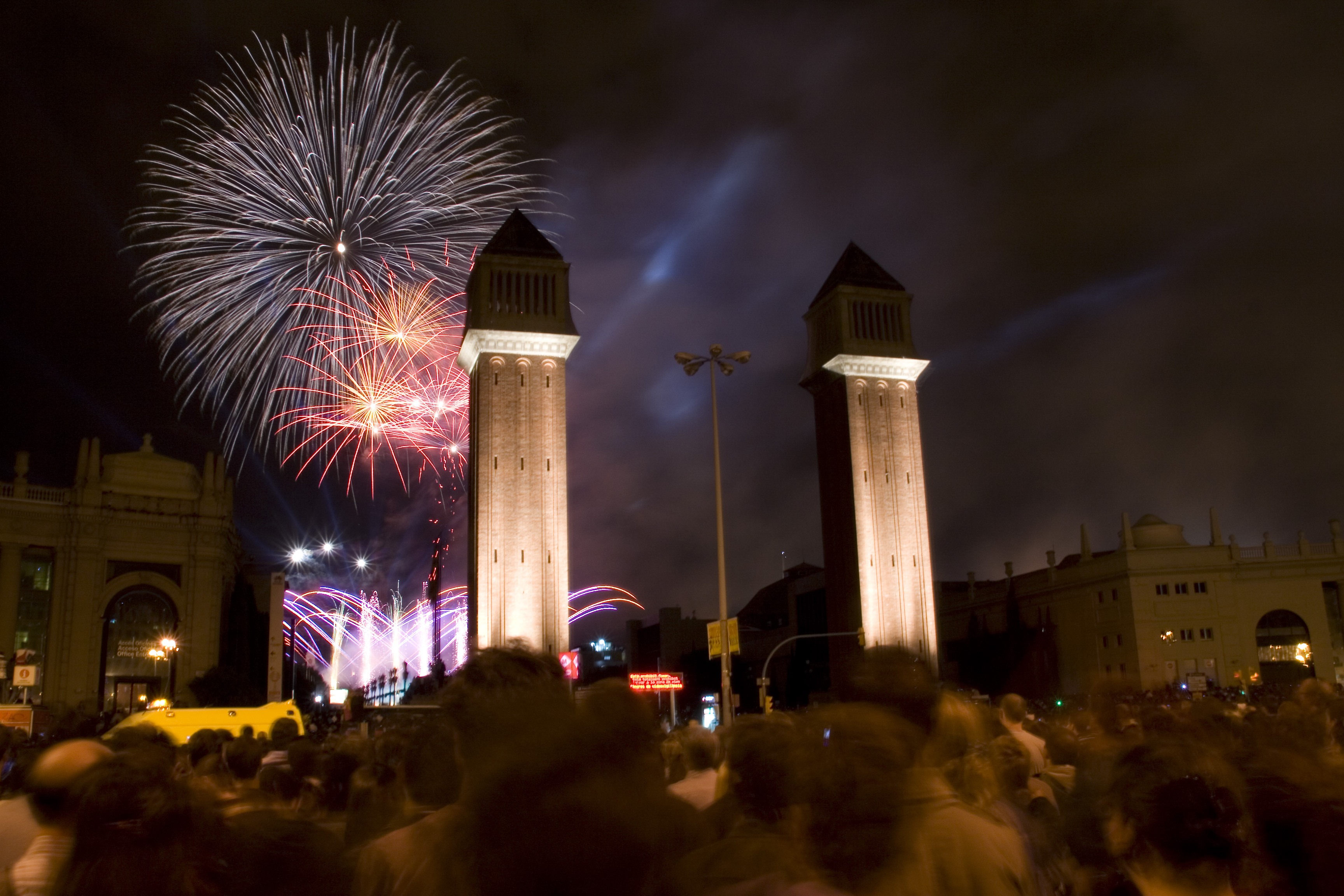

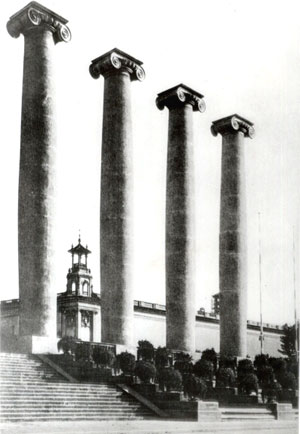
Cztery Kolumny

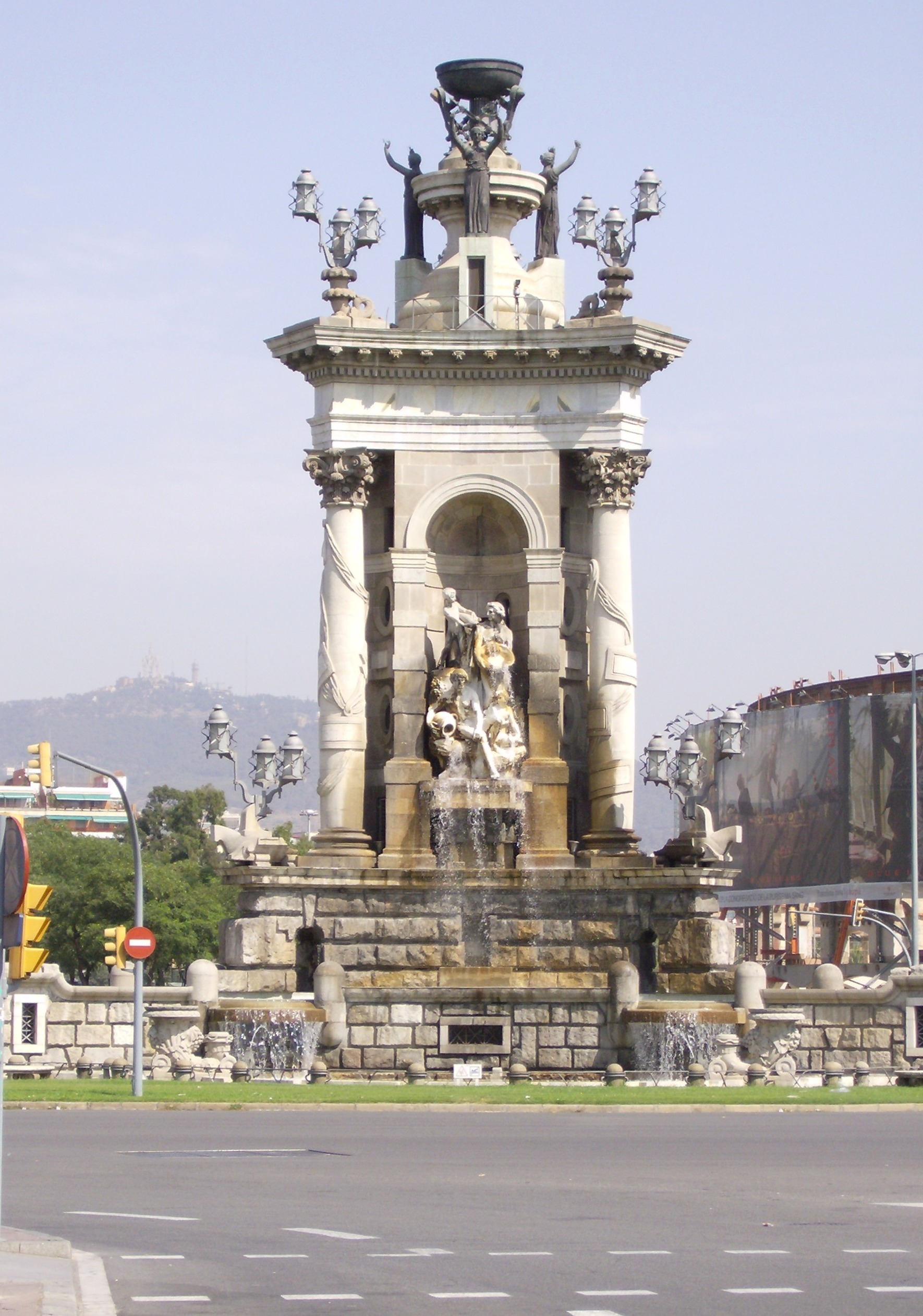
Fontanna na Plaça d’Espanya

Plaça d’Espanya (hiszp. Plaza de España) – jeden z głównych placów w Barcelonie, w dzielnicy Montjuïc, u podnóża wzniesienia o tej samej nazwie.
Plac położony jest u zbiegu kilku ważnych szlaków komunikacyjnych Barcelony – Gran Via de les Corts Catalanes, Avinguda del Paral·lel, Carrer de la Creu Coberta i Carrer de Tarragona. Należy do największych placów na terenie miasta.

## Historia
Plac został wytyczony w 1715 r. na miejscu dawnego miejsca straceń po tym, jak dawna szubienica miejska została przeniesiona na teren nieistniejącej już Cytadeli. W 1915 r. przeszedł generalną przebudowę w związku z organizacją przez miasto Wystawy Światowej, w 1918 r. wzniesione zostały Cztery Kolumny, zaprojektowane przez Puig i Cadafalcha i symbolizujące cztery paski na fladze katalońskiej. W dziesięć lat później zostały one rozebrane na rozkaz Miguela Primo de Rivery w ramach akcji usuwania wszystkich symboli autonomii katalońskiej.

## Obiekty położone na placu
Przy Plaça d’Espanya znajdują się m.in.:
- Narodowe Muzeum Sztuki Katalońskiej (Museu Nacional d'Art de Catalunya), wzniesione według projektu Josepa Amargosa
- fontanna wzniesiona według projektu Josepa Marii Jujola, z rzeźbami Miquela Blaya, z napisem "Hiszpania poświęcona Bogu"[3]
- Wieże Weneckie - 47-metrowe wieże na drodze prowadzącej do MNAC
- Arenas de Barcelona - dawna arena walk byków, wzniesiona w 1900 w stylu mauretańskim, obecnie zaadaptowana na centrum handlowe.